# Kune
Kune (Mustelidae) su porodica psolikih zvijeri, dio je natporodice Musteloidea. To je porodica u koju pripada vrlo veliki broj vrsta. Razvili su se prije oko 40 milijuna godina (oligocen) usporedo s razvojem glodavaca. 
U ovu porodicu pripadaju, primjerice, kuna zlatica, lasica, tvor, hermelin, jazavac i vidra. Ali kada se govori o kunama, u Hrvatskoj se najčešće misli na kunu bjelicu ili, eventualno, na kunu zlaticu. 
Zbog krvoločnosti i proždrljivosti čine znatne štete, ali isto i znatne koristi uništavanjem štetnih sitnih glodavaca. U blizini analnog otvora nalaze se žlijezde, koje izlučuju tvar neugodna mirisa. Tim mirisom označuju kune granice područja svojeg stalnog boravišta.
Dlaka im je vrlo fina, pa se u toj porodici nalazi nekoliko hrvatskih najvrjednijih krznaša.
Žive do 2000 metara visine.

## Fizički izgled
Pripadnici porodice kune razlikuju se međusobno po građi tijela, po zubalu i obliku nogu, mnogo više nego što je to slučaj kod ostalih porodica reda mesoždera.
Pripadnici porodice kuna su srednje velike do malene životinje. Najmanje su male lasice, dužine do 20 cm, a najveće divovske vidre koje mogu narasti do 1,8 m i biti teške više od 30 kg. 
Ove životinje imaju izduženo, vitko i vrlo gipko tijelo te vrlo niske noge, na kojima imaju 4-5 prsta proviđenih noktima, koje se ne može uvući. Zubalo je potpuno, ima 38 zuba, očnjaci su jaki.

## Prehrana
Jednako tako, imaju i veliki raspon plijena. Jazavac se hrani uglavnom kišnim glistama i puževima, koji čine samo djelić njegove tjelesne težine. Hermelin lovi i zečeve, koji mogu biti i deset puta teži od njih. 
Osim navedenog, hrane se raznim malim i srednje velikim sisavcima, pticama do veličine guske, jajima, kukcima, bobicama, voćem i bukvicama.

## Parenje i mladunčad
U vrijeme parenja glasa se kao mačka, inače ciči, frkće, reži.
Mladi dolaze na svijet slijepi, mati ih u slučaju opasnosti prenosi na sigurnije mjesto; trebaju nekoliko tjedana da budu sposobni slijediti majku.

## Sistematika
U porodicu kuna spadaju sljedeće potporodice:
1. Mellivorinae
2. Taxidiinae
3. Melinae
4. Helictidinae
5. Guloninae
6. Ictonychinae
7. Lutrinae
8. Mustelinae

## Drugi projekti
|  | Zajednički poslužitelj ima još gradiva o temi Kune |
|  | Wikivrste imaju podatke o taksonu Kunama           |